# Зайд, Леонид Давидович
Леонид Давидович Зайд (14 мая 1958, Киев — 27 мая 1993, Беэр-Шева) — советский и израильский шахматист, мастер спорта СССР (1974).

## Биография
Тренировался сначала у отца, затем у Л. И. Аптекаря и Н. Л. Левина.
Учился на шахматной специализации Львовского института физкультуры (не окончил).
Участник отборочных соревнований нескольких чемпионатов СССР.
Участник нескольких чемпионатов Украинской ССР.
Чемпион Киева 1986 и 1987 гг. (в 1986 г. разделил 1—2 места с Вал. Сергеевым, в 1987 г. — 1—3 места с Л. Д. Гофштейном и А. Г. Панченко). Серебряный призер чемпионатов Киева 1982 и 1988 гг.
Победитель юниорского чемпионата СССР 1973 г.
Участник чемпионатов СССР среди молодых мастеров.
Участник личного Кубка СССР 1973 / 74 гг. (в ⅛ финала проиграл будущему победителю О. М. Романишину).
Участник Кубка СССР по быстрым шахматам 1988 г.
Серебряный призер чемпионата ЦС ДСО «Динамо» 1983 г.
В составе сборной ДСО «Динамо» участник командных чемпионатов СССР 1974 (1—2 места с А. В. Ивановым на 6-й доске) и 1984 гг., в составе сборной ДСО «Буревестник» серебряный призер командного чемпионата СССР 1978 г. с инидивидуальной серебряной медалью на 6-й доске (официальное название соревнований 1974 и 1978 гг. — Кубок СССР, 1984 г. — Кубок СССР среди сборных ДСО и ведомств).
В 1989 г. переехал в Израиль. Участвовал в местных соревнованиях.
Трагически погиб в ДТП: шел по неосвещенной обочине дороги и был сбит машиной.

## Основные спортивные результаты
| Год         | Город            | Соревнование                                                                                        | + | − | = | Результат | Место                     |
| ----------- | ---------------- | --------------------------------------------------------------------------------------------------- | - | - | - | --------- | ------------------------- |
| 1973        | Вильнюс          | Командный чемпионат СССР среди школьников                                                           |   |   |   |           |                           |
|             | Таллин           | Чемпионат СССР среди юниоров                                                                        |   |   |   | 7½ из 9   | 1                         |
| 1973 / 1974 | Тбилиси — Москва | Кубок СССР (1/32 финала, против А. Какагельдыева) (1/16 финала) (⅛ финала, против О. М. Романишина) |   |   |   |           |                           |
| 1974        | Львов            | Отборочный турнир к юношескому чемпионату мира                                                      |   |   |   |           | [ 13 ]                    |
|             | Даугавпилс       | Отборочный турнир 42-го чемпионата СССР                                                             |   |   |   |           |                           |
|             | Москва           | Командный чемпионат СССР («Динамо», 6-я доска)                                                      | 3 | 1 | 5 | 5½ из 9   | 1—2 на доске              |
| 1975        | Сочи             | Отборочный турнир к юношескому чемпионату мира                                                      |   |   |   |           | [ 14 ]                    |
|             | Челябинск        | Отборочный турнир 43-го чемпионата СССР                                                             | 5 | 4 | 4 | 7 из 13   | 18—15                     |
| 1976        | Донецк           | Чемпионат Украинской ССР                                                                            | 4 | 5 | 4 | 6 из 13   | 7—8                       |
|             | Ростов-на-Дону   | Отборочный турнир 44-го чемпионата СССР                                                             |   |   |   |           |                           |
| 1977        | Алма-Ата         | Чемпионат СССР среди молодых мастеров                                                               |   |   |   |           | [ 18 ]                    |
|             | Москва           | Командный чемпионат СССР среди юношей                                                               |   |   |   |           |                           |
|             | Ленинград        | Чемпионат СССР среди юниоров                                                                        |   |   |   |           | [ 19 ]                    |
|             | Львов            | Мемориал Л. З. Штейна                                                                               |   |   |   |           | 3—5                       |
| 1978        | Ялта             | Чемпионат Украинской ССР                                                                            | 5 | 8 | 2 | 6 из 15   | 12                        |
|             | Орджоникидзе     | Командный чемпионат СССР («Буревестник», 6-я доска)                                                 | 2 | 0 | 5 | 4½ из 7   | 2 на доске, команда — 2-я |
| 1979        | Баку             | Чемпионат СССР среди молодых мастеров                                                               |   |   |   |           |                           |
| 1982        | Киев             | Чемпионат Киева                                                                                     |   |   |   |           | 2—3                       |
| 1983        |                  | Чемпионат ЦС ДСО «Динамо»                                                                           |   |   |   |           | 2                         |
|             | Николаев         | Отборочный турнир 51-го чемпионата СССР                                                             | 2 | 6 | 9 | 6½ из 17  | 17                        |
| 1984        | Киев             | Чемпионат Украинской ССР                                                                            | 5 | 3 | 7 | 8½ из 15  | 5—7                       |
|             | Киев             | Командный чемпионат СССР («Динамо», 5-я доска)                                                      | 1 | 1 | 1 | 1½ из 3   |                           |
| 1985        | Ужгород          | 54-й чемпионат Украинской ССР                                                                       | 2 | 5 | 7 | 5½ из 14  | 10                        |
| 1986        | Киев             | Чемпионат Киева                                                                                     |   |   |   |           | 1—2                       |
|             | Киев             | 55-й чемпионат Украинской ССР                                                                       | 3 | 5 | 7 | 6½ из 15  | 9—12                      |
| 1987        | Киев             | Чемпионат Киева                                                                                     |   |   |   |           | 1—3                       |
| 1988        | Киев             | Чемпионат Киева                                                                                     |   |   |   |           | 2—3                       |
|             | Таллин           | Чемпионат ЦС ДСО «Динамо»                                                                           |   |   |   |           |                           |
| 1992        | Беэр-Шева        | Международный турнир                                                                                | 6 | 0 | 6 | 9 из 12   | 4—5                       |
| 1993        | Нетания          | Международный турнир                                                                                |   |   |   |           | 4—8                       |